# Vol Gulfstream Aerospace 153
 (avril 2025).
Si vous disposez d'ouvrages ou d'articles de référence ou si vous connaissez des sites web de qualité traitant du thème abordé ici, merci de compléter l'article en donnant les références utiles à sa vérifiabilité et en les liant à la section « Notes et références ».
Le vol Gulfstream Aerospace 153 était un vol d'essai effectué par Gulfstream Aerospace avec un Gulfstream G650, qui s'est écrasé le 2 avril 2011, lors du décollage depuis le Roswell International Air Center, au Nouveau-Mexique, tuant les quatre membres d'équipage présents à bord.
L'appareil effectuait un essai de démarrage avec un seul moteur, afin de simuler une panne au décollage. Le G650 a décollé brièvement avec un angle d'attaque trop élevé, avant que l'extrémité de son aile droite ne percute le tarmac ; il a ensuite dérapé au sol, puis a percuté un talus en béton et a pris rapidement feu.

## Contexte
Pour la certification du G650, Gulfstream Aerospace a mené un ambitieux programme d'essais en vol. Le constructeur américain prévoyait un certificat de navigabilité (CDN) pour ce modèle d'avion au troisième trimestre de l'année 2011.

### Avion

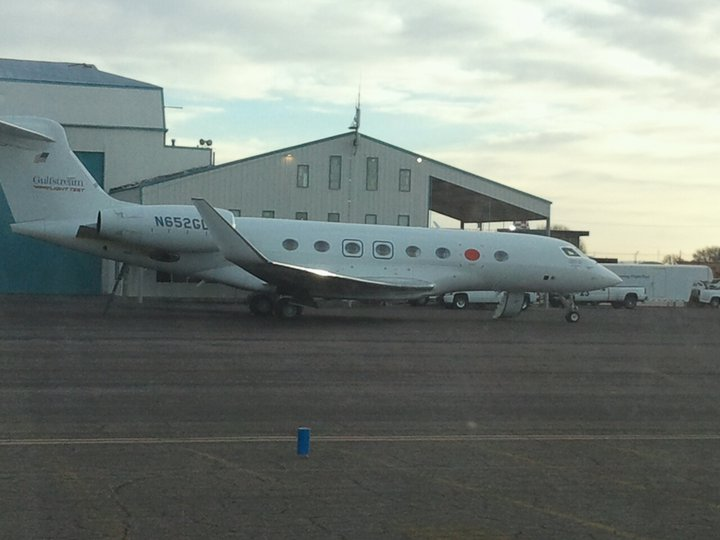
N652GD, l'appareil impliqué, photographié au Roswell International Air Center un moi avant l'accident.

L'aéronef impliqué, immatriculé N652GD (numéro de série 6002) et qui a effectué son premier vol le 25 février 2010, est le deuxième prototype du Gulfstream G650, qui est à l'époque le nouvel avion d'affaires créer par Gulfstream Aerospace. Propulsé par deux moteurs Rolls-Royce BR700-725A1, il totalise seulement 434 heures de vol avant l'accident.

### Équipage
Il y a un équipage de quatre personnes à bord du vol 153, composé de deux membres d'équipage (un commandant de bord et un copilote), ainsi que de deux ingénieurs d'essais en vol :
- Le commandant de bord, Kent Crenshaw (64 ans), a obtenu sa licence de pilote commercial en avril 1981, après une carrière de pilote militaire, et était initialement responsable des licences de vol sur Boeing 707. En janvier 1991, il fut approuvé pour les vols sur les avions de type Learjet. Entre octobre 1997 et octobre 1998, il élargit son niveau de compétences à la formation sur les avions de type Gulfstream V, Boeing 707 et Boeing 720, ainsi que sur Grumman Gulfstream II. Il travaille comme pilote d'essai pour Gulfstream Aerospace depuis août 1997. Il totalise 11 237 heures de vol, dont 237 heures dans le cockpit du Gulfstream G650. En tant que commandant de bord, il totalisait 160 heures de vol sur ce type d'appareil.

- Le copilote, Vivan Ragusa (51 ans), a obtenu une licence de pilote commercial en juillet 1990, grâce également à son expérience de pilote militaire. En novembre 2006, il a obtenu une licence de vol sur le Boeing 737. Entre août 2007 et décembre 2009, il a obtenu d'autres autorisations de vol pour l'IAI 1125 Astra et le Gulfstream V. Il cumule 3 940 heures de vol, dont 140 heures sur Gulfstream G650.

## Accident
L'équipage du vol 153 effectuait un vol d'essai, avec un test de performance au décollage au cours duquel une panne moteur est simulée en réduisant la poussée du moteur droit jusqu'au ralenti. L'objectif de cette manœuvre était d'évaluer la distance parcouru sur la piste avec les volets déployé au minimum, lors d'un scénario de panne moteur pendant le décollage. 
Le décollage a eu lieu à 9 h 34. Peu après le décollage, alors effectué avec un angle d'attaque élevé, l'avion a commencé à partir en roulis de manière incontrôlable vers la droite. Le G650 a ensuite percuté le sol avec l'extrémité de son aile droite et a ensuite quitté la piste. Le train d'atterrissage a été arraché et l'avion est entré en collision avec un talus en béton et une station de relevé météorologique. Il a continué à glisser sur le sol avant de prendre rapidement feu. Tragiquement, les quatre occupants ont tous perdu la vie et l'avion a été presque entièrement détruit par l'incendie.
Les quatre membres d'équipage ont d'abord tous survécu à l'accident et à l'impact initial. La jambe du commandant Crenshaw s'est retrouvée coincée dans l'épave. Les trois autres membres d'équipage ont pu sortir de leurs sièges et atteindre la porte principale de la cabine. Cependant, ils n'ont pas pu l'ouvrir, à cause des flammes et de la fumée dans la cabine, ce qui ne leur a laissé aucune chance de survie. 
Les membres de l'équipe au sol se sont rendus sur le site du crash depuis la remorque de télémétrie, mais n'ont pas pu se rapprocher davantage en raison de la chaleur générée par l'incendie. Quatre minutes après le crash, les camions de pompiers de l'aéroport sont arrivés sur les lieux du sinistre.

## Enquête
Le Conseil national de la sécurité des transports (NTSB) s'est chargé de l'enquête sur les causes de cet accident. Avant la publication de son rapport officiel, le NTSB a publié une liste de 19 constatations, une déclaration concernant les causes probables et dix recommandations.
L'accident s'est produit suite au décrochage de l'aile droite peu après le décollage, entraînant l'avion dans un roulis à droite. Ce décrochage a été causé par un fort vent latéral venant du côté gauche, une perte de vitesse causée par le moteur droit au ralenti et le dépassement excessif de l'angle d'attaque, qui a été mal calculé par les pilotes avant le décollage. 
Deux autre cas impliquant le décrochage d'une aile se sont déjà produits sur le G650 : lors du vol 88, le 16 novembre 2010 (avec le même commandant de bord), et lors du vol 132, le 14 mars 2011. Ces deux incidents n'avaient cependant pas fait l'objet d'une enquête approfondie par Gulfstream Aerospace, de sorte que la cause finale de ces incidents n'a pu être déterminée qu'après l'accident du vol 153.
Trois causes principales ont été identifiées au cours de l’enquête :
- L'incapacité de Gulfstream Aerospace à calculer et valider correctement les vitesses de décollage lors des essais en vol et à détecter et corriger l'erreur au niveau de la vitesse V2 (la vitesse de sécurité au décollage à laquelle un avion peut s'élever malgré la panne d'un moteur) lors des précédents essais en vol du G650.
- Les tentatives de plus en plus agressives des pilotes d'essais en vol pour atteindre une vitesse V2 incorrecte, car inférieure à celle requise pour le décollage de ce type d'avion.
- L'enquête insuffisante menée par Gulfstream Aerospace sur des incidents antérieurs survenus lors de la campagne d'essais (vol 88 en novembre 2010 et vol 132 en mars 2011), qui indiquaient que l'angle d'attaque maximal du G650 estimé par le constructeur américain, alors que l'avion était soumis à un effet de sol, était trop élevé.

Le programme d'essais du gérer par le constructeur, jugée trop expéditif par les enqueteurs, a également contribué à l'accident sur deux des trois points : les pilotes d'essai ont essayé d'atteindre la vitesse V2 la plus basse possible, afin de respecter les distances de décollage et d'atterrissage déjà calculée à l'avance, et ils n'ont pas eu le temps nécessaire pour pleinement identifiés les dangers potentiels rencontré lors du décollage. 

## Conséquences
Le NTSB a accusé Gulfstream Aerospace d'avoir dissimulé des informations importantes, ce que l'entreprise a nié. Il s'est également opposé au recours à un avocat par le constructeur pendant l'enquête. 
Par la suite, le constructeur a modifié les procédures de son programme d'essais en vol conformément aux recommandations de l'enquête. Il a augmenté la vitesse V2 du G650 de 135 nœuds (250 km/h) à 150 nœuds (280 km/h). Depuis cet accidents, aucun incident ultérieur n'a eu lieu au cours du programme d'essais en vol du G650, qui a finalement reçu son certificat de navigabilité en septembre 2011.